# Issa Rae
Jo-Issa Rae Diop (Los Angeles, 12 januari 1985), professioneel bekend als Issa Rae, is een Amerikaanse actrice, scenarioschrijfster en producente.
Rae's acteerloopbaan bevat meer dan dertig film- en televisieproducties. Daarnaast werd ze met haar werk genomineerd voor drie Golden Globe Awards en acht Primetime Emmy Awards. Haar memoires uit 2015, getiteld The Misadventures of Awkward Black Girl, werd een bestseller in The New York Times. In 2018 en 2022 werd Rae opgenomen in de jaarlijkse Time 100-lijst van de meest invloedrijke mensen ter wereld.

## Discografie

### Albums
| Album met eventuele hitnotering(en) in de Nederlandse Album Top 100 | Datum van verschijnen | Datum van binnenkomst | Hoogste positie | Aantal weken | Opmerkingen |
| ------------------------------------------------------------------- | --------------------- | --------------------- | --------------- | ------------ | ----------- |
| Insecure: Music From The HBO Original Series, Season 2              | 2017                  | -                     | -               | -            | soundtrack  |